# Södersjön, Dalarna
Södersjön är en sjö i Rättviks kommun i Dalarna och ingår i Dalälvens huvudavrinningsområde.